# Venus (canal de televisión)
Venus es un canal de televisión prémium argentino de programación pornográfica, perteneciente a Claxson Interactive Group y operado por Playboy TV Latin America & Iberia. Fue lanzado al aire en Argentina en noviembre de 1994 y en Brasil en 1995. Su contenido está disponible en vivo las 24 horas a través de la plataforma HotGo.

## Historia
El canal lineal fue fundado en diciembre de 1994 en Buenos Aires, Argentina, por la empresa Imagen Satelital, del empresario argentino Alberto González. Fue el primer canal de televisión de su género creado en Latinoamérica.
En 1997, Imagen Satelital fue adquirida por Cisneros Television Group (que en el año 2000 pasó a ser la actual Claxson Interactive Group), integrando los canales de Imagen Satelital al portafolio de Cisneros Television Group en ese momento.
En febrero de 2000, el canal fue lanzado por primera vez en México a través del servicio de televisión satelital DirecTV, siendo en ese momento el único canal que emitía programación hardcore en dicho país.
En agosto de 2002, como respuesta a una cuenta pendiente con los cableoperadores de Brasil, el canal comenzó a subtitular su programación al portugués, con el objetivo de incrementar su participación en el mercado brasileño. Inicialmente, aproximadamente el 30 % de la programación fue subtitulada, porcentaje que aumentó posteriormente. En diciembre del mismo año, como parte de una reestructuración implementada por Claxson Interactive Group, Venus pasó a formar parte de Playboy TV Latin America & Iberia, una subsidiaria de Claxson creada en conjunto con Playboy Enterprises Inc., que opera los canales para adultos de Claxson.
En abril de 2003, el canal estrenó por primera vez una película de origen argentino e incorporó a su programación otras producciones latinoamericanas provenientes de Colombia, República Dominicana, Venezuela y Brasil. También presentó el ciclo Apolo, una propuesta arriesgada dedicada exclusivamente al cine gay, cuya recepción positiva motivó a Claxson a desarrollar un canal exclusivo para esta temática: el G Channel.
El 1 de agosto de 2010, se lanzó la señal HD de Venus en VOD, siendo México y Portugal los primeros países en recibirla. En octubre del mismo año, el canal relanzó su sitio web y renovó su imagen en pantalla. En mayo de 2012, con motivo de su 18.º aniversario, el canal presentó una estética renovada y un nuevo isologo como evolución de su logotipo clásico.
El 1 de mayo de 2014, el canal realizó un rebranding completo de su imagen en pantalla, reemplazando el logotipo que mantenía desde sus inicios por el actual, acompañado de una digitalización total de la señal.
En 2022, el canal incorporó animación a su programación, transmitiendo series de anime del género hentai, inicialmente adquiridas de la distribuidora norteamericana Adult Source Media y, posteriormente, de Anime Onegai.
Venus actualmente está disponible en varios países de América y Europa (España y Portugal). Se transmite desde Buenos Aires, Argentina, y forma parte del Hot Pack, el paquete de canales para adultos de Claxson.

## Programación
La programación se basa en cine pornográfico en inglés y subtitulado, filmado en formato HD y producciones originales locales. Cuenta con más de 15 estrenos al mes.

## Eslóganes
- 1994-2001: Señal erótica · 24 hs.
- 2001-2012: Siempre más de lo que te imaginas
- 2004-2012: 10 años en tu cabeza
- 2012-2014: Cine con final feliz
- Desde 2014: Te enciende